# 科羅耶尼鄉
47°22′N 23°46′E / 47.367°N 23.767°E
科羅耶尼鄉（羅馬尼亞語：Comuna Coroieni, Maramureș），是羅馬尼亞的鄉份，位於該國西北部，由馬拉穆列什縣負責管轄，面積67平方公里，海拔高度480米，2007年人口2,284，人口密度每平方公里34人。